# Hector MacDonald
Hector Archibald MacDonald (Dingwall, 4 marzo 1853 – Parigi, 25 marzo 1903) è stato un generale britannico.
Nativo della Scozia, di umili origini, entrò in giovane età nell'esercito britannico come soldato semplice nei famoso reggimento dei Gordon Highlanders, iniziando una brilante carriera che lo avrebbe portato, solo per meriti guadagnati sul campo, fino al grado di maggior generale. 
Coraggioso sul campo di battaglia, energico e tenace, divenne famoso nelle file dei reggimenti scozzesi dell'esercito britannico come "Fighting Mac" ("Mac il combattente") e si distinse come ufficiale al comando di reparti di prima linea nella seconda guerra anglo-afghana, nella prima guerra boera, dove venne ferito e catturato nella battaglia di Majuba Hill, e nella guerra Mahdista, dove ebbe un ruolo decisivo con la sua brigata coloniale nella battaglia di Omdurman. Dopo aver guidato con distinzione la brigata Highlander nella seconda guerra boera,  nel 1901 venne richiamato e trasferito al comando delle forze britanniche a Ceylon. 
Accusato di attività omosessuale con giovani del luogo, venne travolto dallo scandalo; minacciato di corte marziale, preferì suicidarsi in circostanze non del tutto chiare nel 1903 in un albergo di Parigi.